# Leistungsmotivationsinventar
Das Leistungsmotivationsinventar LMI (Schuler und Prochaska unter Mitarbeit von Frintrup) ist ein wirtschaftspsychologisches Testverfahren zur Messung von Leistungsmotivation. Haupteinsatzgebiet ist die Personalauswahl und die Personalentwicklung. Das Verfahren misst mit 170 Items 17 Facetten berufsbezogener Motivation und ist für einen Einsatz ab 16 Jahren geeignet. Die Bearbeitungsdauer beträgt ca. 35 Minuten.

## Beschreibung
Das Leistungsmotivationsinventar integriert die wichtigsten Dimensionen verschiedener Leistungsmotivationstheorien. Dabei wurden nur alle berufserfolgsrelevanten Aspekte berücksichtigt. Der theoretische Hintergrund ist das Verständnis von Leistungsmotivation als Ausrichtung weiter Anteile der Persönlichkeit auf die Leistungsthematik (vgl. Schuler und Prochaska). Das LMI enthält dementsprechend eine Reihe erfolgsrelevanter Dimensionen im beruflichen Kontext, die konventionell nicht der Leistungsmotivation zugerechnet werden. Alte Schulen der Motivationsforschung (z. B. Atkinson oder McClelland und Heckhausen) postulierten stets eine Trennung von Macht- und Leistungsmotiv. Das LMI gibt diese Trennung auf Basis analytischer Forschung auf und integriert sowohl klassische Leistungsmotive (nach Henry Murray „Nach“ für „Need for Achievement“) als auch soziale (Macht-)Motive in das theoretische Framework der Leistungsmotivation. Die internationale Begleitforschung zum Test hat deshalb nachhaltig zu einem breiteren Verständnis des psychologischen Konstrukts der Leistungsmotivation beigetragen (zu Forschungsergebnissen siehe unten).
Der Test unterscheidet 17 Dimensionen oder «Leistungsorientierungen», die mit jeweils zehn Items gemessen werden. Die Items sind weitgehend berufsbezogen formuliert. Die Auswertung erfolgt dimensionsspezifisch oder als Gesamtwert. Die Ergebnisse werden in Profilform dargestellt. Neben der vollständigen Testform steht eine Kurzfassung mit 30 Items zur raschen Ermittlung eines Gesamtwerts zur Verfügung; diese Kurz-Version ermöglicht jedoch keine differenzierte Auswertung.
Das Verfahren liegt neben der deutschen Originalversion auch in Tschechisch, Slowakisch, Bulgarisch, Englisch (US), Hebräisch, Französisch, Italienisch, Koreanisch und Rumänisch vor. Insbesondere auf Basis der US-Version mit dem Titel Achievement Motivation Inventory (AMI) (H. Schuler, G. C. Thornton, A. Frintrup, R. Mueller-Hanson) findet sich eine breite Forschungsbasis.
Die Autoren haben zudem eine sportspezifische Variante dieses Tests entwickelt (Sportbezogener Motivationstest SMT, erschienen 2007 bei Hogrefe), dessen Einsatz sich konkret auf die Auswahl und Beratung von Spitzensportlern bezieht. Olofsson, Frintrup und Schuler berichten über die Ergebnisse einer Validierung des SMT.

## Messbereiche
| - Beharrlichkeit - Dominanz - Engagement - Erfolgszuversicht - Flexibilität - Flow | - Furchtlosigkeit - Internalität - Kompensatorische Anstrengung - Leistungsstolz - Lernbereitschaft | - Schwierigkeitspräferenz - Selbstständigkeit - Selbstkontrolle - Statusorientierung - Wettbewerbsorientierung - Zielsetzung |

## Homogenität und Konsistenz
- Interne Konsistenz (Cronbachs Alpha) α = .68 bis α = .86 für die Dimensionswerte; α = .89 für den Gesamtwert
- Retestreliabilität zwischen rtt = .66 und rtt = .82 für die Dimensionswerte; für den Gesamttest bei rtt = .86

## Forschungsarbeiten
Die meisten Publikationen beziehen sich auf Forschung im anglo-amerikanischen Sprachraum.
- R. A. Mueller-Hanson, G. C. Thornton: Achievement motivation and the Five Factor Model of personality. Annual Meeting of the Society of Industrial and Organizational Psychology. New Orleans, 2000.
- Z. S. Byrne, R. A. Mueller-Hanson, J. M. Cardador, G. C. Thornton, H. Schuler, A. Frintrup, A., S. Fox: Measuring achievement motivation: Tests of equivalency for English, German, and Israeli versions of the Achievement Motivation Inventory, Personality and Individual Differences. 37, 2004, S. 203–217.
- K. Cigularov, G. C. Thornton: An integration of two complex concepts of achievement motivation. 21st Annual Conference of the Society for Industrial and Organizational Psychology, Dallas, Texas, 2006.
- K. Cigularov, G. C. Thornton, G. Rafailova, P. K. Tsigularov: Challenges in translating and adapting English language personality measures in Bulgarian: A two case study demonstration. 10th European Congress of Psychology. Prag 2007.
- K. Cigularov, M. Lanik, G. C. Thornton, R. Singh: Testing observed and latent mean differences of facets of achievement motivation between college students from the United States and Singapore. 10th European Congress of Psychology. Prag 2007.
- Lanik, Martin; Thornton III, George C.; Hoskovcová, Simona. A Flat World? A Comparative Study of Achievement Motivation in the Czech Republic and the United States. Studia Psychologica. 2009, 51, Nr. 1, s. 69-84.0039-3320 IF 2009:
- S. E. Woo, A. M. Gibbons, G. C. Thornton, M. J. Kim: Measuring achievement motivation of United States and Korean employees with the Achievement Motivation Inventory. Annual conference of the Association for Psychological Science, Washington, D.C., 2007.